# 데이터 어노테이션
데이터 어노테이션(Data annotation)은 기계가 데이터를 정확하게 해석할 수 있도록 데이터세트 내에서 관련 메타데이터에 레이블을 지정하거나 태그를 다는 과정이다. 데이터세트는 이미지, 오디오 파일, 비디오 영상 또는 텍스트를 포함하여 다양한 형태를 취할 수 있다.

## 응용 분야
데이터는 인공지능(AI) 개발의 근간이 되는 요소이다. AI 모델, 특히 컴퓨터 비전 및 자연어 처리 분야의 모델을 훈련시키려면 대량의 어노테이션된 데이터가 필요하다. 적절한 어노테이션은 머신 러닝 알고리즘이 패턴을 인식하고 정확한 예측을 수행할 수 있도록 보장한다. 일반적인 데이터 어노테이션 유형에는 분류, 바운딩 박스, 의미론적 분할, 키포인트 어노테이션 등이 있다.
데이터 어노테이션은 헬스케어, 자율 주행차, 소매, 보안, 엔터테인먼트 등 AI 기반 분야에서 사용된다. 데이터를 정확하게 레이블링함으로써 머신 러닝 모델은 객체 감지, 감성 분석, 음성 인식과 같은 복잡한 작업을 더 높은 정밀도로 수행할 수 있다.

## 컴퓨터 비전에서의 데이터 어노테이션

### 이미지 분류
이미지 분류(image classification)는 이미지에 미리 정의된 레이블을 할당하는 것을 포함한다. 분류된 이미지를 학습한 머신 러닝 알고리즘은 나중에 객체를 인식하고 범주를 구별할 수 있다. 예를 들어, 가구 스타일을 인식하도록 훈련된 AI 모델은 조지아 시대 안락의자와 로코코 안락의자를 구별할 수 있다.

### 의미론적 분할
의미론적 분할(Semantic segmentation)은 이미지의 각 픽셀을 나무, 차량, 사람, 건물 등 특정 클래스에 할당한다. 이 유형의 어노테이션은 머신 러닝 모델이 유사한 픽셀을 그룹화하여 객체를 구별하고 이미지에 대한 상세한 이해를 가능하게 한다.

### 바운딩 박스
바운딩 박스(Bounding box) 어노테이션은 이미지 내 객체 주위에 직사각형 상자를 그리는 것을 포함한다. 이 기법은 보행자, 차량, 상점 진열대의 제품과 같은 객체를 감지하고 분류하기 위해 자율 주행, 보안 감시, 소매 분석에 흔히 사용된다.

### 3D 큐보이드
3D 큐보이드(3D cuboid) 어노테이션은 기존 바운딩 박스에 깊이를 추가하여 모델이 객체의 공간 방향, 움직임 및 크기를 예측할 수 있도록 한다. 이 방법은 객체의 치수와 깊이를 이해하는 것이 중요한 자율 주행차 및 로봇 공학에 특히 유용하다.

### 다각형 어노테이션
곡선 또는 다면체 항목과 같이 불규칙한 모양의 객체의 경우, 다각형 어노테이션(Polygonal annotation)은 바운딩 박스보다 더 정밀한 레이블링을 제공한다. 이 기법은 의료 영상 또는 항공 지도와 같이 상세한 객체 인식이 필요한 응용 분야에 자주 사용된다.

### 키포인트 어노테이션
키포인트 어노테이션(Keypoint annotation)은 객체의 특정 지점(예: 얼굴 특징점 또는 신체 관절)을 표시하여 추적 및 동작 분석을 가능하게 한다. 이 방법은 얼굴 인식, 감정 감지, 스포츠 분석, 증강 현실 응용 분야에 널리 사용된다.